# Tadeusz Kobak-Nowacki
Tadeusz Kobak-Nowacki (ur. 14 października 1918 w Chodorkowie, zm. 7 sierpnia 2005 w Warszawie) – polski naukowiec, specjalista nauk agrotechnicznych, profesor Szkoły Głównej Gospodarstwa Wiejskiego w Warszawie, członek Polskiej Akademii Nauk.

## Życiorys
Uczęszczał do szkoły podstawowej w niewielkiej osadzie pod Brzeżanami, a następnie do neoklasycznego gimnazjum im. Edwarda Rydza-Śmigłego w Brzeżanach. W latach 1938–1944 studiował na Wydziale Mechanicznym Politechniki Lwowskiej, a następnie był asystentem w Katedrze Budowy Samochodów.
Po repatriacji na Górny Śląsk i nostryfikacji w 1945 dyplomu inżyniera mechanika–konstruktora w Politechnice Śląskiej, w latach 1945–1947 pracował na stanowisku starszego asystenta w Katedrze Budowy Samochodów tej uczelni.
Po roku przeniósł się do Warszawy i został pracownikiem Zakładu Maszynoznawstwa Rolniczego Szkoły Głównej Gospodarstwa Wiejskiego, w 1947 równocześnie rozpoczął pracę w Instytucie Mechanizacji i Elektryfikacji Rolnictwa, skąd odszedł w 1951. Został wówczas zatrudniony w Katedrze Motoryzacji Rolnictwa i Wydziału Agromechanicznego Politechniki Warszawskiej, w 1954 zakończył pracę w Zakładzie Maszynoznawstwa Rolniczego SGGW i został na tej uczelni na etacie docenta jako organizator Katedry Mechanizacji Rolnictwa. Powierzono mu funkcję kierowniczą, którą sprawował do 1970. Przeszedł wówczas do powstałego w wyniku reorganizacji uczelni Instytutu Mechanizacji Rolnictwa i pracował tam do 1976, następnie do 1984 stał na czele Zakładu Mechanizacji Rolnictwa, a przez kolejne cztery lata był kierownikiem Zakładu Użytkowania Maszyn Rolniczych Instytutu Mechanizacji Rolnictwa Szkoły Głównej Gospodarstwa Wiejskiego – Akademii Rolniczej w Warszawie. W 1963 uzyskał tytuł profesora nadzwyczajnego, a w 1972 profesora zwyczajnego. W latach 1987–1989 przewodniczył Komitetowi Techniki Rolniczej PAN. Po przejściu na emeryturę w 1988 pozostał aktywny zawodowo, zasiadał w latach 1988–1990 w Radzie Naukowej Instytutu Melioracji i Użytków Zielonych, a kolejne dwa lata w Radzie Naukowej Instytutu Maszyn Spożywczych. Brał udział w pracach naukowych w Instytucie Rozwoju Wsi i Rolnictwa Polskiej Akademii Nauk.
Od 1973 był członkiem korespondentem Polskiej Akademii Nauk (Wydział V – Nauk Rolniczych i Leśnych), a od 1986 członkiem rzeczywistym.
Był koordynatorem zespołu, który opracował przekrojowe monografie pt. Mechanizacja rolnictwa i Maszyny rolnicze.
Zmarł w Warszawie, pochowany na cmentarzu prawosławnym na Woli (sektor 84-7-7).

## Publikacje
- Pojazdy rolnicze : podręcznik dla techników mechanizacji rolnictwa, Państwowe Wydawnictwo Rolnicze i Leśne, Warszawa 1970.
- Mechanizacja rolnictwa : podręcznik dla studentów akademii rolniczych. T. 1, Państwowe Wydawnictwo Rolnicze i Leśne, Warszawa 1972.
- Mechanizacja rolnictwa : podręcznik dla studentów akademii rolniczych. T. 4, Państwowe Wydawnictwo Rolnicze i Leśne, Warszawa 1976.
- Technologia prac maszynowych w rolnictwie, Państwowe Wydawnictwo Rolnicze i Leśne, Warszawa 1978.
- Mechanizacja rolnictwa. T. 1, Państwowe Wydawnictwo Rolnicze i Leśne, Warszawa 1982.
- Mechanizacja rolnictwa. T. 2, Państwowe Wydawnictwo Rolnicze i Leśne, Warszawa 1984.
- Mechanizacja rolnictwa : podręcznik dla studentów akademii rolniczych. T. 3, Państwowe Wydawnictwo Rolnicze i Leśne, Warszawa 1984.
- Paradygmaty energotechnologicznej efektywności transformacji gospodarki żywnościowej, PAN, Instytut Rozwoju Wsi i Rolnictwa, Warszawa 1999.

Źródło.

## Ordery i odznaczenia
- Krzyż Oficerski Orderu Odrodzenia Polski (1986)
- Krzyż Kawalerski Orderu Odrodzenia Polski (1973)
- Medal im. Michała Oczapowskiego (1996)
- Odznaka tytułu honorowego „Zasłużony Nauczyciel PRL” (1983)
- Złota Odznaka Honorowa NOT (1982)
- Srebrna Odznaka Honorowa NOT (1978)
- Złota Odznaka Honorowa za Zasługi dla SGGW-AR (1986)

Źródło.

## Nagrody
- Nagroda Państwowa II stopnia za prace konstrukcyjne usprawniające ciągnik o mocy 25 KM oraz za konstrukcję wozu hamulcowego (1952)[8][4]